# James Burkett Hartle
James Burkett Hartle, ameriški fizik, astrofizik in kozmolog, * 20. avgust 1939, Baltimore, Maryland, ZDA, † 17. maj 2023, Švica.
Hartle je od leta 1966 profesor na Univerzi Kalifornije v Santa Barbari in član zunanje fakultete Inštituta Santa Fe. Najbolj je znan po svojem delu na področju splošne teorije relativnosti, astrofizike in interpretacije kvantne mehanike. Prispeval je pomemne dosežke k našemu razumevanju gravitacijskih valov, relativističnih zvezd in črnih lukenj. V zadnjem času se ukvarja z najzgodnejšimi trenutki Prapoka, kjer se značilnosti kvantne mehanike, kvantne gravitacije in kozmologije prepletajo. Bil je predstojnik Inštituta za teoretično fiziko v Santa Barbari.

## Življenje in delo
Doktoriral je leta 1964 na Caltech pod Gell-Mannovim mentorstvom.
Skupaj z Gell-Mannom in drugimi je razvil drugo različico københavnske interpretacije, ki je splošnejša in primernejša za kvantno kozmologijo, in temelji na skladnih zgodovinah.
Z Brillom je leta 1964 odkril Brill-Hartleov geon, približno rešitev na podlagi Wheelerjevega predloga domnevnega pojava, kjer paket gravitacijskega vala v strnjenem območju prostor-časa omejuje gravitacijski privlak lastne energije polja.
Na Inštitutu Enrica Fermija Univerze v Chicagu je leta 1983 skupaj s Hawkingom razvil »Hartle-Hawkingovo valovno funkcijo Vesolja«. Ta določena rešitev Wheeler-DeWittove enačbe je mišljena kot opis začetnih pogojev kozmologije Prapoka.
Hartle je napisal učbenik o splošni teoriji relativnosti.
Je član Nacionalne akademije znanosti.